# Jill Foster Abbott
Jill Abbott (născută Foster; mai apoi Fenmore, Sterling și Atkinson) este un personaj fictiv din serialul american „Tânăr și neliniștit”. Cea mai mare parte din istoria personajului o găsește în conflict cu Katherine Chancellor, rivalitatea dintre ele fiind cea mai lungă din istoria serialelor dramatice din daytime-ul american. S-a remarcat prin multe căsătorii și conflictele cu Nikki Newman și Kay. Rolul este interpretat de Jess Walton din 1987 până în prezent.

## Familie

### Părinți
- Elizabeth Foster, mamă adoptivă, decedată
- Neil Fenmore, tată biologic, decedat

### Frați și surori
- Gregory Foster, frate adoptiv
- Lauren Fenmore, soră (consangvină)

### Nepoți
- Scott Grainger Jr., prin Lauren Baldwin și Scott Grainger Sr. (decedat)
- Fenmore Baldwin, prin Lauren Baldwin și Michael Baldwin

### Copii
- William „Billy” Abbott, fiu cu John Abbott Sr.
- Phillip Chancellor III, fiu cu Phillip Chancellor II
- Cane Ashby, fiu vitreg, prin Colin Atkinson

### Nepoți
- Phillip Chanellor IV, fiul lui Phillip Chancellor III cu Nina Chancellor

### Căsătorii
- Phillip Chancellor II (mariaj anulat întrucât acesta nu divorțase legal de Katherine Chancellor; decedat)
- John Abbott Sr. (două mariaje terminate cu divorț; decedat)
- Colin Atkinson (mariaj invalid; Genevieve Atkinson nu a divorțat și este încă în viață)